# Hirschland
Hirschland é uma comuna francesa na região administrativa de Grande Leste, no departamento Baixo Reno. Estende-se por uma área de 10,59 km². Em 2010 a comuna tinha 322 habitantes (densidade: 30,4 hab./km²).